# Спрогере, Офелия
Офелия Спрогере (латыш. Ofēlija Sproģere; 2 апреля 1915, Москва — 31 января 2002, Стокгольм) — латышский литературный критик и переводчик.
Родилась в семье чиновника, эвакуировавшегося из Латвии в ходе Первой мировой войны. В 1919 году семья вернулась в Латвию.
Окончила отделение романской филологии Латвийского университета (1937). Преподавала латынь в гимназиях в Цесвайне и Талсах, в 1939—1941 гг. работала в Рижской городской библиотеке, в 1941—1944 гг. в Латвийской государственной библиотеке. В 1944 г. при наступлении советских войск бежала в Германию. С 1950 г. жила в Великобритании, в 1954 г. обосновалась в Швеции. В 1962—1978 гг. работала в отделе иностранных книг библиотеки Упсальского университета.
Начала заниматься литературной критикой в студенческие годы. В 1938 г. опубликовала первую рецензию в профессиональном издании (журнал «Brīvā Zeme») — отзыв на латышский перевод сонетов Петрарки. В дальнейшем в латышских эмигрантских изданиях печатала статьи о латышских авторах, в том числе об Александре Чаке, Эдварте Вирзе и др.
Дебютировала как переводчик в 1939 году, когда в Латвийском национальном театре была поставлена комедия Мольера «Мнимый больной» в её переводе. Перевела также пьесы К. Ф. Мейера «Анджела Борджиа» и Э. Скриба «Дамская война», роман Мики Валтари «Чёрный ангел». Основной переводческий труд Спрогере — латышский перевод «Декамерона» Боккаччо, вышедший в 1954—1955 гг. в двух томах с её предисловием.
Трижды выступала составителем сборников избранных сочинений мужа своей сестры, критика Яниса Рудзутиса.